# ميوسطمون
الميوسطمون (الاسم العلمي:Meiostemon) هو جنس نباتي يتبع الفصيلة القمبريطية من رتبة الآسيات.

## من أنواعه
يضم هذا الجنس نوعين فقط هما:
- ميوسطمون همبرتي (باللاتينية:  Meiostemon humbertii)
- ميوسطمون رباعي الأسدية (باللاتينية:  Meiostemon tetrandrus)